# Comuna Berghin, Alba
Berghin (în maghiară Berve, în dialectul săsesc Blatrit, în germană Blutroth) este o comună în județul Alba, Transilvania, România, formată din satele Berghin (reședința), Ghirbom, Henig și Straja.

## Istoric
Comuna Berghin este atestată documentar pentru prima oară în anul 1332 sub numele Sacerdos de Bumi iar în 1850 apare ca Bergyin. Berghinul este cunoscut și datorită prezenței în trecut a numeroși locuitori germani.
Satul aparținător Ghirbom (în 1309 numit Pirum) deține numeroase vestigii arheologice, așezări și necropole din perioada preistorică.

## Lăcașuri de cult
- Biserica din lemn “Sf. Petru”, construită în 1707, strămutată aici în anul 1900 din satul Gârbova de Sus, de lângă orașul Aiud.

## Obiective memoriale
- Monumentul Eroilor Români din Primul Război Mondial. Monumentul este amplasat în cimitirul ortodox și a fost ridicat pentru cinstirea Unirii din 1918 și a eroilor români căzuți în Primul Război Mondial. Acesta este realizat din beton, iar împrejmuirea este făcută cu un gard din sârmă împletită și stâlpi din beton. Monumentul a fost ridicat prin contribuția locuitorilor din Berghin, așa cum reiese din inscriptia de pe fațada monumentului.
- Monumentul Eroilor Români din Primul și Al Doilea Război Mondial. Monumentul comemorativ este amplasat în centrul localității și a fost dezvelit în anul 1946, în memoria Eroilor căzuți în cele Două Războaie Mondiale. Acesta este realizat din piatră de calcar cioplită, iar împrejmuirea este cu gard din sârmă împletită și stâlpi metalici. Pe fațada monumentului este o inscripție comemorativă, în timp ce, pe laturile de est, de vest și de sud, sunt înscrise numele a 46 Eroi căzuți în cele două războaie.

## Demografie
Componența etnică a comunei Berghin
     Români (88,34%)
     Romi (1,61%)
     Alte etnii (0,6%)
     Necunoscută (9,45%)
Componența confesională a comunei Berghin
     Ortodocși (83,37%)
     Penticostali (2,93%)
     Baptiști (1,02%)
     Alte religii (2,87%)
     Necunoscută (9,81%)
Conform recensământului efectuat în 2021, populația comunei Berghin se ridică la 1.672 de locuitori, în scădere față de recensământul anterior din 2011, când fuseseră înregistrați 1.893 de locuitori. Majoritatea locuitorilor sunt români (88,34%), cu o minoritate de romi (1,61%), iar pentru 9,45% nu se cunoaște apartenența etnică. Din punct de vedere confesional, majoritatea locuitorilor sunt ortodocși (83,37%), cu minorități de penticostali (2,93%) și baptiști (1,02%), iar pentru 9,81% nu se cunoaște apartenența confesională.

## Politică și administrație
Comuna Berghin este administrată de un primar și un consiliu local compus din 11 consilieri. Primarul, Vasile Bica[*], de la Partidul Democrat Liberal, este în funcție din 2000. Începând cu alegerile locale din 2024, consiliul local are următoarea componență pe partide politice:
|  | Partid                          | Consilieri | Componența Consiliului | Componența Consiliului | Componența Consiliului | Componența Consiliului | Componența Consiliului | Componența Consiliului |
|  | ------------------------------- | ---------- | ---------------------- | ---------------------- | ---------------------- | ---------------------- | ---------------------- | ---------------------- |
|  | Partidul Național Liberal       | 6          |                        |                        |                        |                        |                        |                        |
|  | Alianța pentru Unirea Românilor | 3          |                        |                        |                        |                        |                        |                        |
|  | Partidul Social Democrat        | 1          |                        |                        |                        |                        |                        |                        |
|  | Forța Dreptei                   | 1          |                        |                        |                        |                        |                        |                        |

### Evoluție istorică
Populația comunei a evoluat de-a lungul timpului astfel:

## Vezi și
- Biserica de lemn din Ghirbom
- Podișul Secașelor (sit de importanță comunitară)

## Imagini

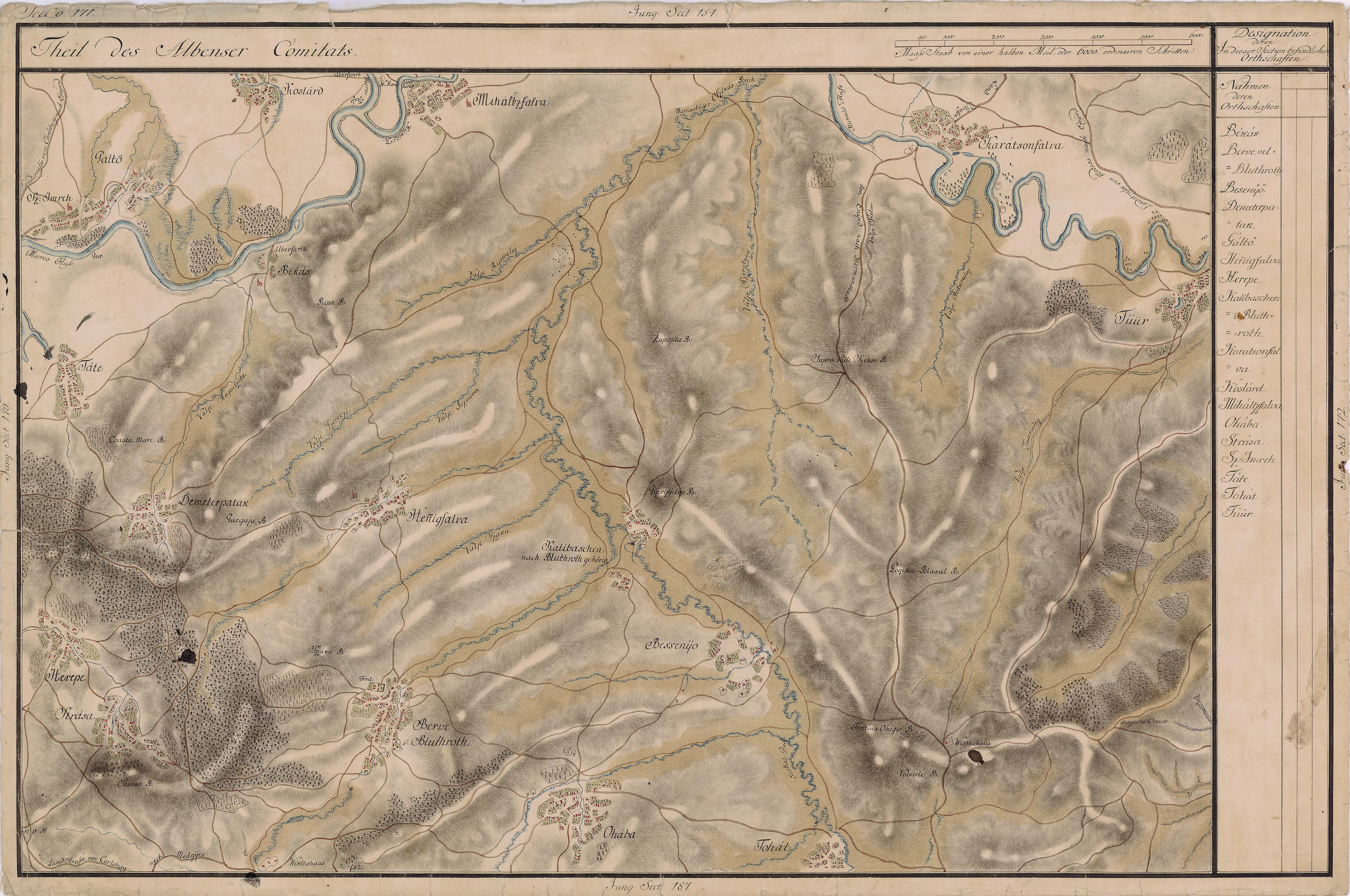
Berghin în Harta Iosefină a Transilvaniei, 1769-1773
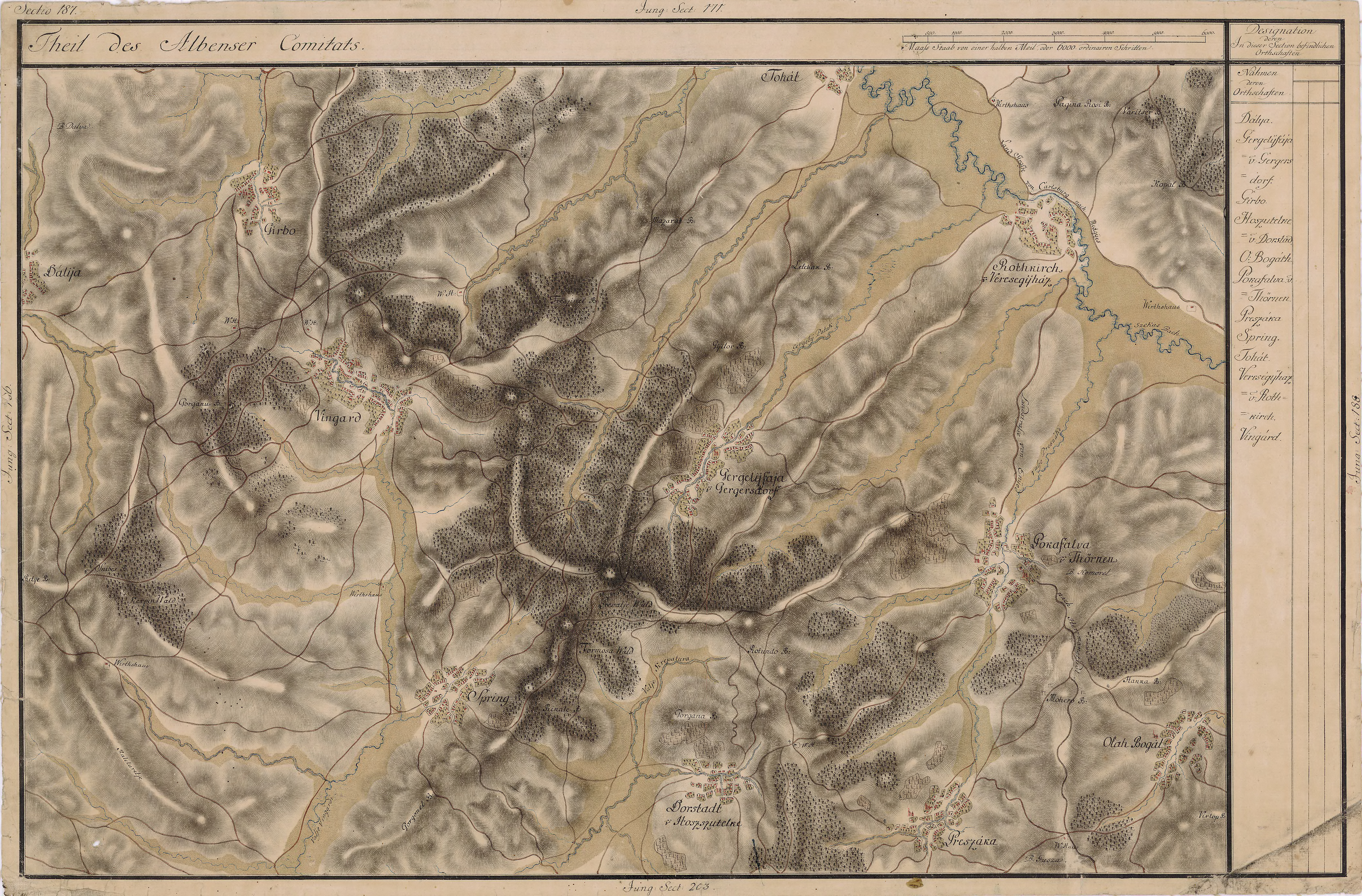
Berghin în Harta Iosefină a Transilvaniei, 1769-1773